# Белоградчишки проход
Белоградчишкият проход (до 29 юни 1942 г. Кадъ Боаз, Кадъбоазки проход) е планински проход при най-западната част на Западна Стара планина между планината Бабин нос (част от Предбалкана) на север и Светиниколска планина (част от Западна Стара планина) на юг. Намира се между село Салаш (Област Видин, България) и село Ново Корито (Сърбия).
Дължината на прохода е около 6 km, надморската височина на седловината – 580 m.
Проходът е лесно проходим и е използван оживено през Античността и средните векове, като впоследствие е изоставен. От 2014 г. започват строителни дейности на българска територия на 4-километровия участък от село Салаш до границата със Сърбия и изграждането на новия ГКПП Салаш – Ново Корито. На границата със Сърбия завършва последният 4,1-километров участък (от 44,8 до 48,9 km) от третокласния Републикански път III-1102 Арчар – Димово – Белоградчишки проход.

## Топографска карта
- Лист от карта K-34-21. Мащаб: 1 : 100 000.
- Лист от карта K-34-22. Мащаб: 1 : 100 000.